# Souarekh

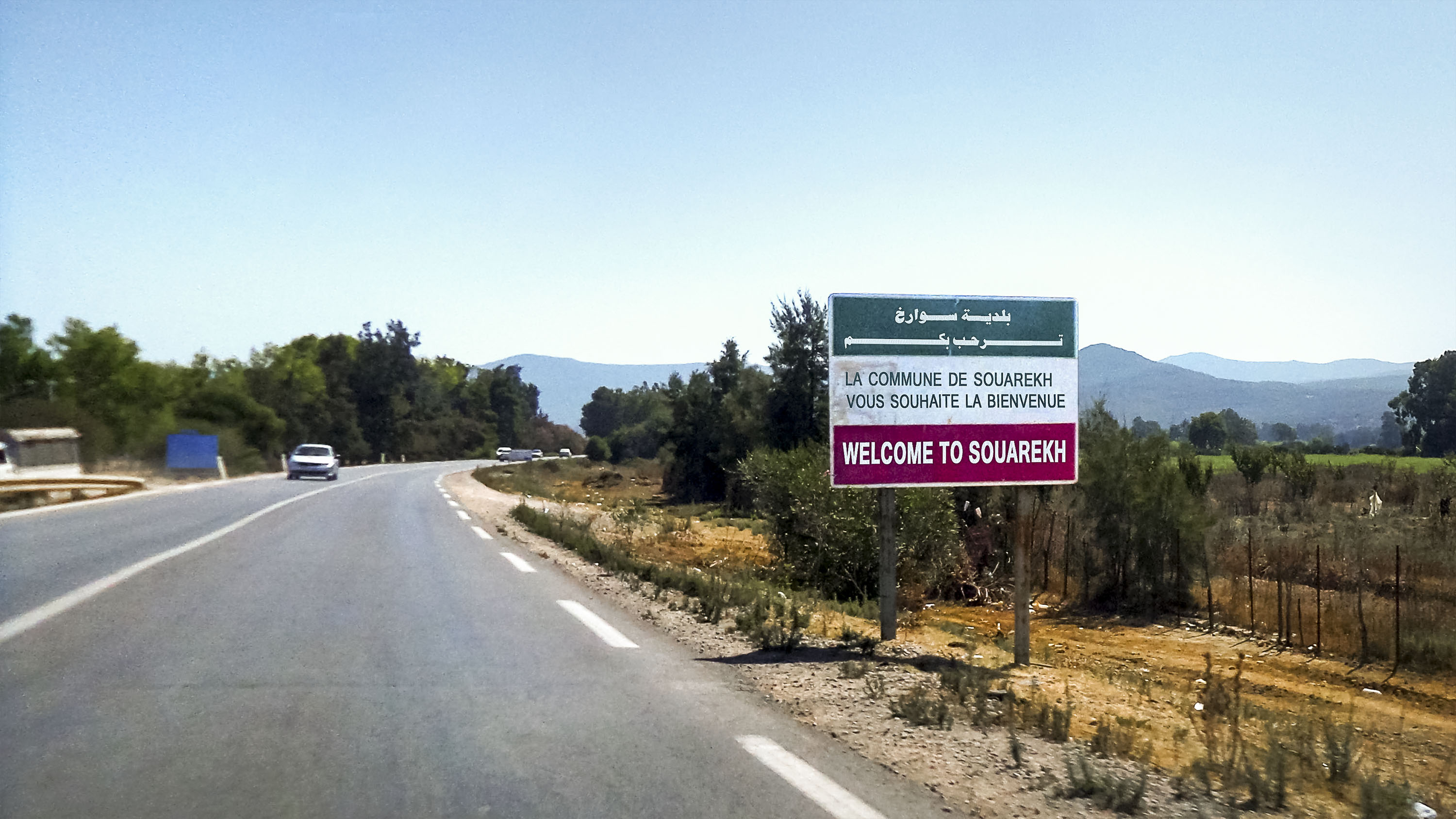
Souarekh (2016)

Souarekh (arabisch السوارخ, DMG as-Sawāriḫ) ist eine algerische Stadt in der Provinz El Tarf mit 7457 Einwohnern. (Stand: 1998)

## Geographie
Souarekh befindet sich sechs Kilometer westlich von der tunesischen Grenze. Die Gemeinde wird umgeben von El Aioun im Südosten, von Raml Souk im Osten und von El Kala im Westen.